# Бутурлинский район
Бутурли́нский райо́н — административно-территориальное образование (район) в Нижегородской области России. В рамках организации местного самоуправления ему соответствует Бутурлинский муниципальный округ (с 2004 до 2020 гг. — муниципальный район).
Административный центр — посёлок городского типа Бутурлино, находящийся в центральной части района. Расстояние до Нижнего Новгорода — 121 км.

## География
Бутурлинский район относится к возвышенному правобережью Волги. Общий рельеф холмисто-увалистый, сильно расчленён балками. Климат района характеризуется как умеренно континентальный, умеренно влажный. Среднегодовая температура воздуха +3…+4 °С, абсолютный максимум температуры + 38°С, абсолютный минимум −44 °C. Зима холодная, продолжительная и малоснежная со средне-январской температурой около −12 С, а лето сравнительно тёплое со среднеиюльской температурой +19 °C. Осадков выпадает в среднем 500 мм в год.
Площадь района: 1105,2 км².
Граничит с Гагинским, Шатковским, Большемурашкинским, Сергачским, Княгининским и Перевозским районами.

## История района
Бутурлино упоминается в исторических документах с середины XVI века. Его название связано с именем боярина Бутурлина Фёдора Ивановича, получившего земли от царя после успешного похода русских войск на Казань. На них в 1552 году Бутурлин заложил село. В XVIII веке завершается заселение края славянами и уход мордвы с бутурлинских земель. Крестьяне Бутурлинского края участвовали в восстаниях Степана Разина и Емельяна Пугачёва. В конце XIX — начале XX веков волостное село Бутурлино славилось широко развитой торговлей. С разных волостей съезжались купцы на проводимые ярмарки. С 1921 года, после введения НЭП, развернулась частная торговля, мелкое производство — мельницы, маслобойки, пекарни, шкорни, производство кирпича. В июне 1929 года был создан Бутурлинский район. Площадь района составляла 1400 км2, на его территории было 103 населённых пункта с населением 64600 человек. До 1965 года район претерпевал постоянные территориальные изменения. В декабре 1977 года село Бутурлино преобразовано в рабочий посёлок.

## Население
| 1939    | 1959    | 1970    | 1979    | 1989    | 2002    | 2003    | 2008    | 2009    |
| ------- | ------- | ------- | ------- | ------- | ------- | ------- | ------- | ------- |
| 50 139  | ↘28 897 | ↘21 366 | ↘17 898 | ↘16 792 | ↘16 723 | ↗17 760 | ↘15 709 | ↘15 482 |
| 2010    | 2011    | 2012    | 2013    | 2014    | 2015    | 2016    | 2017    | 2018    |
| ↘14 471 | ↘14 426 | ↘14 283 | ↘14 174 | ↘14 036 | ↘13 885 | ↘13 712 | ↘13 614 | ↘13 513 |
| 2019    | 2020    | 2021    |         |         |         |         |         |         |
| ↘13 387 | ↘13 261 | ↘13 237 |         |         |         |         |         |         |

Население района на 1 января 2003 года составляет 17660 человек, в том числе городское — 7250 человек, сельское — 10410 человек.
Плотность населения — 16 человек на 1 км². Из общей численности постоянного населения удельный вес женщин 54,2 %, мужчин − 45,8 %, причём женщин больше в пенсионном возрасте. Наибольшее число жителей района находится в трудоспособном возрасте — 56,9 %, старше трудоспособного — 24,5 %, моложе трудоспособного — 18,6 %. Коэффициент демографической нагрузки на 1000 человек трудоспособного возраста — 758. Около 98 % населения составляют русские, имеются представители других народов России и СНГ.

### Урбанизация
Городское население (рабочий посёлок Бутурлино) составляет 52,17 % от всего населения района.

## Административно-муниципальное устройство
В Бутурлинский район, в рамках административно-территориального устройства области, входят 6  административно-территориальных образований, в том числе 1 рабочий посёлок и 5 сельсоветов.
| № | Административно-территориальное (муниципальное) образование | Административный центр    | Количество населённых пунктов | Население (чел.) | Площадь (км²) |
| - | ----------------------------------------------------------- | ------------------------- | ----------------------------- | ---------------- | ------------- |
| 1 | рабочий посёлок Бутурлино                                   | рабочий посёлок Бутурлино | 7                             | ↘6835            | 135,70        |
| 2 | Большебакалдский сельсовет                                  | село Большие Бакалды      | 8                             | ↘1231            | 107,02        |
| 3 | Каменищенский сельсовет                                     | село Каменищи             | 8                             | ↘1632            | 212,27        |
| 4 | Кочуновский сельсовет                                       | село Кочуново             | 6                             | ↘1068            | 245,27        |
| 5 | Уваровский сельсовет                                        | село Уварово              | 9                             | ↘821             | 119,04        |
| 6 | Ягубовский сельсовет                                        | село Ягубовка             | 16                            | ↘1674            | 285,90        |

Первоначально на территории Бутурлинского района до 2009 года выделялись 1 рабочий посёлок и 6 сельсоветов. В рамках организации местного самоуправления в 2004—2009 гг. в существовавший в этот период Бутурлинский муниципальный район входили соответственно 7 муниципальных образований, в том числе 1 городское поселение и 6 сельских поселения.
В 2009 году был упразднён Кетросский сельсовет, включённый в Ягубовский сельсовет.
В мае 2020 года муниципальный район и все входившие в его состав поселения были упразднены и объединены в Бутурлинский муниципальный округ.

## Населённые пункты
В Бутурлинском районе 54 населённых пункта, в том числе 1 посёлок городского типа (рабочий посёлок) и 53 сельских населённых пункта.
| №  | Населённый пункт | Тип                   | Население | Административно-территориальное (муниципальное) образование |
| -- | ---------------- | --------------------- | --------- | ----------------------------------------------------------- |
| 1  | Бутурлино        | рабочий посёлок       | ↗6906     | рабочий посёлок Бутурлино                                   |
| 2  | Алтышево         | деревня               | ↘0        | Ягубовский сельсовет                                        |
| 3  | Большая Якшень   | село                  | ↘272      | Ягубовский сельсовет                                        |
| 4  | Большие Бакалды  | село                  | ↘652      | Большебакалдский сельсовет                                  |
| 5  | Борнуково        | село                  | ↘455      | Ягубовский сельсовет                                        |
| 6  | Букалей          | село                  | ↘7        | Уваровский сельсовет                                        |
| 7  | Валгусы          | село                  | ↗510      | Большебакалдский сельсовет                                  |
| 8  | Вергизаи         | село                  | ↘68       | Кочуновский сельсовет                                       |
| 9  | Вишенки          | посёлок               | ↘5        | Большебакалдский сельсовет                                  |
| 10 | Возрождение      | посёлок               | ↘2        | Ягубовский сельсовет                                        |
| 11 | Высоково         | село                  | ↘46       | Каменищенский сельсовет                                     |
| 12 | Гремячий         | посёлок               | ↘12       | Большебакалдский сельсовет                                  |
| 13 | Еделево          | село                  | ↗3        | Кочуновский сельсовет                                       |
| 14 | Залесный         | посёлок               | ↘0        | Большебакалдский сельсовет                                  |
| 15 | Инкино           | село                  | ↘359      | Кочуновский сельсовет                                       |
| 16 | Иржино           | село                  | ↘5        | Каменищенский сельсовет                                     |
| 17 | Каменищи         | посёлок ж.д. разъезда | ↘12       | Уваровский сельсовет                                        |
| 18 | Каменищи         | село                  | ↘750      | Каменищенский сельсовет                                     |
| 19 | Кеньшево         | село                  | ↘184      | Кочуновский сельсовет                                       |
| 20 | Кеславь          | деревня               | →170      | рабочий посёлок Бутурлино                                   |
| 21 | Кетрось          | село                  | ↘316      | Ягубовский сельсовет                                        |
| 22 | Княж-Павлово     | село                  | ↘77       | Ягубовский сельсовет                                        |
| 23 | Кочуново         | село                  | ↘665      | Кочуновский сельсовет                                       |
| 24 | Красная Глинка   | посёлок               | ↘331      | Каменищенский сельсовет                                     |
| 25 | Кремницкое       | село                  | ↘230      | Каменищенский сельсовет                                     |
| 26 | Крутец           | село                  | ↘308      | Каменищенский сельсовет                                     |
| 27 | Лукьяново        | село                  | ↘110      | Кочуновский сельсовет                                       |
| 28 | Малая Андреевка  | деревня               | ↘0        | Каменищенский сельсовет                                     |
| 29 | Малая Якшенка    | деревня               | ↘54       | Ягубовский сельсовет                                        |
| 30 | Малиновка        | деревня               | ↘23       | Ягубовский сельсовет                                        |
| 31 | Малые Горки      | деревня               | ↗8        | Ягубовский сельсовет                                        |
| 32 | Мары             | посёлок               | ↗27       | Уваровский сельсовет                                        |
| 33 | Марьино          | село                  | ↘106      | Большебакалдский сельсовет                                  |
| 34 | Мисюриха         | село                  | ↘1        | рабочий посёлок Бутурлино                                   |
| 35 | Мокса            | село                  | ↘43       | Уваровский сельсовет                                        |
| 36 | Напалково        | село                  | ↘52       | Уваровский сельсовет                                        |
| 37 | Наумово          | село                  | ↘1        | Ягубовский сельсовет                                        |
| 38 | Новый Ключ       | посёлок               | ↘4        | Большебакалдский сельсовет                                  |
| 39 | Пергалей         | село                  | ↘293      | Ягубовский сельсовет                                        |
| 40 | Поляны           | село                  | ↘29       | Ягубовский сельсовет                                        |
| 41 | Почайно          | посёлок               | ↘0        | Большебакалдский сельсовет                                  |
| 42 | Пузыриха         | село                  | ↘25       | Ягубовский сельсовет                                        |
| 43 | Сластиха         | деревня               | ↗15       | Уваровский сельсовет                                        |
| 44 | Смагино          | село                  | ↘323      | рабочий посёлок Бутурлино                                   |
| 45 | Софьино          | деревня               | ↘12       | рабочий посёлок Бутурлино                                   |
| 46 | Сурадеево        | село                  | ↘115      | Ягубовский сельсовет                                        |
| 47 | Тарталей         | село                  | ↗312      | Уваровский сельсовет                                        |
| 48 | Уварово          | село                  | ↘428      | Уваровский сельсовет                                        |
| 49 | Филиппово        | деревня               | ↘15       | рабочий посёлок Бутурлино                                   |
| 50 | Чембасово        | село                  | ↘82       | Ягубовский сельсовет                                        |
| 51 | Чернуха          | деревня               | ↗34       | Уваровский сельсовет                                        |
| 52 | Яблонка          | село                  | →1        | рабочий посёлок Бутурлино                                   |
| 53 | Ягубовка         | село                  | ↘384      | Ягубовский сельсовет                                        |
| 54 | Яковлево         | село                  | ↘123      | Каменищенский сельсовет                                     |

## Экономика района
Промышленность
- О «Бакалдский консервный завод» — производство высококачественного натурального сока из плодов и овощей;
- ОАО «Бутурлинский молочный завод» — производство молочных продуктов по новым технологиям;
- ООО «Каменищенский карьер»;
- ООО "ПМК «Бутурлинская» — производство минерального порошка и доломитовой муки, использующихся в стекольной промышленности, сельском хозяйстве и дорожном строительстве.

ЖКХ
- ООО «Бутурлинское ЖКХ»;
- ООО «Бутурлинский водоканал».

Предприятия имеют собственную сырьевую базу, расположены в непосредственной близости от железной дороги.
Также в селе Крутце действует небольшой частный завод по производству минеральной воды «Омега Аква»
Сельское хозяйство
В Бутурлинском районе основную долю до 60 % занимает сельское хозяйство.
Ресурсы
Почвы в районе преобладают серые и светло серые лесные суглинистые и супесчаные.
Из полезных ископаемых в районе имеются два месторождения известняков и доломитов, песка, которые добываются и используются для строительства автодорог, зданий и сооружений.
Основной открытый водный источник — река Пьяна, много озёр. На территории района два природных заказника, ряд памятников природы (Борнуковская пещера, Карасное и Чембасовское озера). Общая площадь охраняемых территорий свыше 17 тысяч гектар.
Значительная часть территории района покрыта естественной растительностью. Характерны лиственные леса, луга и кустарники, затопляемые поймы рек, пойменные озёра и старицы.
Животный мир разнообразен. Из копытных встречаются лось и дикий кабан. Распространены хищные млекопитающие — волк, рысь, лисица, барсук, куница, норка и др. Разнообразны виды грызунов и летучих мышей. Для орнитофауны характерны как лесные птицы, так и полевые и болотные. Встречаются редкие для других районов области виды птиц — красношейная чомга, кулик-поручейник, кулик-мородунка. Из пресмыкающихся встречаются ящерицы, ужи, гадюки, медянки. Реки и озёра богаты рыбой.
Транспорт
По территории района проходит железная дорога, станция Смагино находится в двух километрах от райцентра. Транспортная связь с населёнными пунктами района осуществляется по асфальтированным дорогам протяжённостью 251 километров.

## Религия
Основное религиозное течение — православие. Действуют три православных прихода в пгт. Бутурлине, в селах Уварове и Инкино.
В ряде сёл (например, Больших Бакалдах) также встречаются старообрядцы.

## Известные уроженцы района
- Васильев (Выборнов) Владимир Иванович (1921—1975) — участник Великой Отечественной войны, полный кавалер ордена Славы. Родился в селе Инкино (Кочуновский сельсовет).
- Сутягин Николай Васильевич (1923—1986) — Герой Советского Союза, Заслуженный военный лётчик СССР, генерал-майор авиации. Родился в с. Смагино.
- Казаков Василий Иванович (1898—1968) — Герой Советского Союза, маршал артиллерии, родился в селе Филиппово.
- Баринов Николай Михайлович (1914—1983) — Герой Советского Союза, родился в с. Наумово.
- Зиновьев Иван Иванович (1919—1998) — Герой Советского Союза, родился в деревне Малая Якшёнка.
- Моисеев Николай Семёнович (1918—1993) — Герой Советского Союза, родился в с. Княж-Павлово.
- Сушилкин Константин Фёдорович (1920—1999) — полный кавалер ордена Славы, родился в с. Марьино.
- Пурихов Виктор Иванович (р. 1941) — Заслуженный художник Российской Федерации, родился в с. Борнуково.
- Костюнин Николай Иванович (1919—2014) — советский дипломат, родился в с. Высоково.
- Петрянов-Соколов Игорь Васильевич (5 (18) июня 1907 года — 19 мая 1996 года) — физико-химик, академик АН СССР (с 1966 года), академик РАН (с 1991 года), главный редактор журнала «Химия и жизнь», Герой Социалистического Труда (1971 год), лауреат Ленинской премии (1966 год), дважды лауреат Государственной премии (1941 год, 1980 год), лауреат международной премии ЮНЕСКО — премия Калинги (1984 год). Был главным редактором «Коллоидного журнала», родился в с. Большая Якшень.